# Hernâni
Hernâni Jorge Santos Fortes, beter bekend als Hernâni, (Lissabon, 20 augustus 1991) is een Portugees voetballer die bij voorkeur als vleugelspeler speelt.
Hij tekende in 2019 bij Levante UD.

## Clubcarrière
Hernâni werd geboren in de Portugese hoofdstad Lissabon. Hij speelde in de jeugd bij Cova da Piedade en Atlético. In 2010 debuteerde hij in de hoofdmacht van Atlético. In januari 2012 werd de vleugelspeler voor zes maanden uitgeleend aan SC Mirandela. In 2013 maakte hij de overstap naar Vitória SC. Op 28 april 2013 debuteerde Hernâni in de Primeira Liga tegen Paços de Ferreira. In februari 2015 werd hij voor vier miljoen euro verkocht aan FC Porto. Op 13 februari 2015 debuteerde de Portugees voor zijn nieuwe club tegen zijn ex-club Vitória. Op 23 februari 2015 kreeg hij zijn eerste basisplaats van coach Julen Lopetegui in de uitwedstrijd tegen Boavista. Op 11 april 2015 maakte Hernâni zijn eerste competitietreffer voor FC Porto in de uitwedstrijd tegen Rio Ave. In dezomer van 2020 tekende Hernâni voor Levante UD in Spanje.